# Шапкино (Красноярский край)
Шапкино — посёлок в Енисейском районе, Красноярского края России. Административный центр Шапкинского сельсовета.

## География
Расположен на левом берегу реки Енисей, на речке Шапкина, протекающей в посёлке.
В посёлке девять улиц: Кедровая, Набережная, Нагорная, Мира, Новая, Лесная, Сосновая, Центральная, Школьная.

## История
Посёлок Шапкино возник, как посёлок лесозаготовителей в 1950-е годы XX века. Существует несколько версий о происхождении названия посёлка. Первая версия о происхождении названия связана с фамилией станционного смотрителя Шапкина. По другой версии Шапкино с высоты напоминает форму шапки и в 1950-е посёлок назвали Шапкино. Недалеко от посёлка расположена РЛС Енисейск-15, построенная в конце 1970-х — начале 1980-х и была демонтирована.

## Население
| 2010 | 2012 | 2013 | 2014 | 2015 | 2016 | 2017 |
| ---- | ---- | ---- | ---- | ---- | ---- | ---- |
| 840  | ↘788 | ↘740 | ↘718 | ↘697 | ↘679 | ↘624 |